# ウーゴ・デ・ローザ・エ・フィーリ

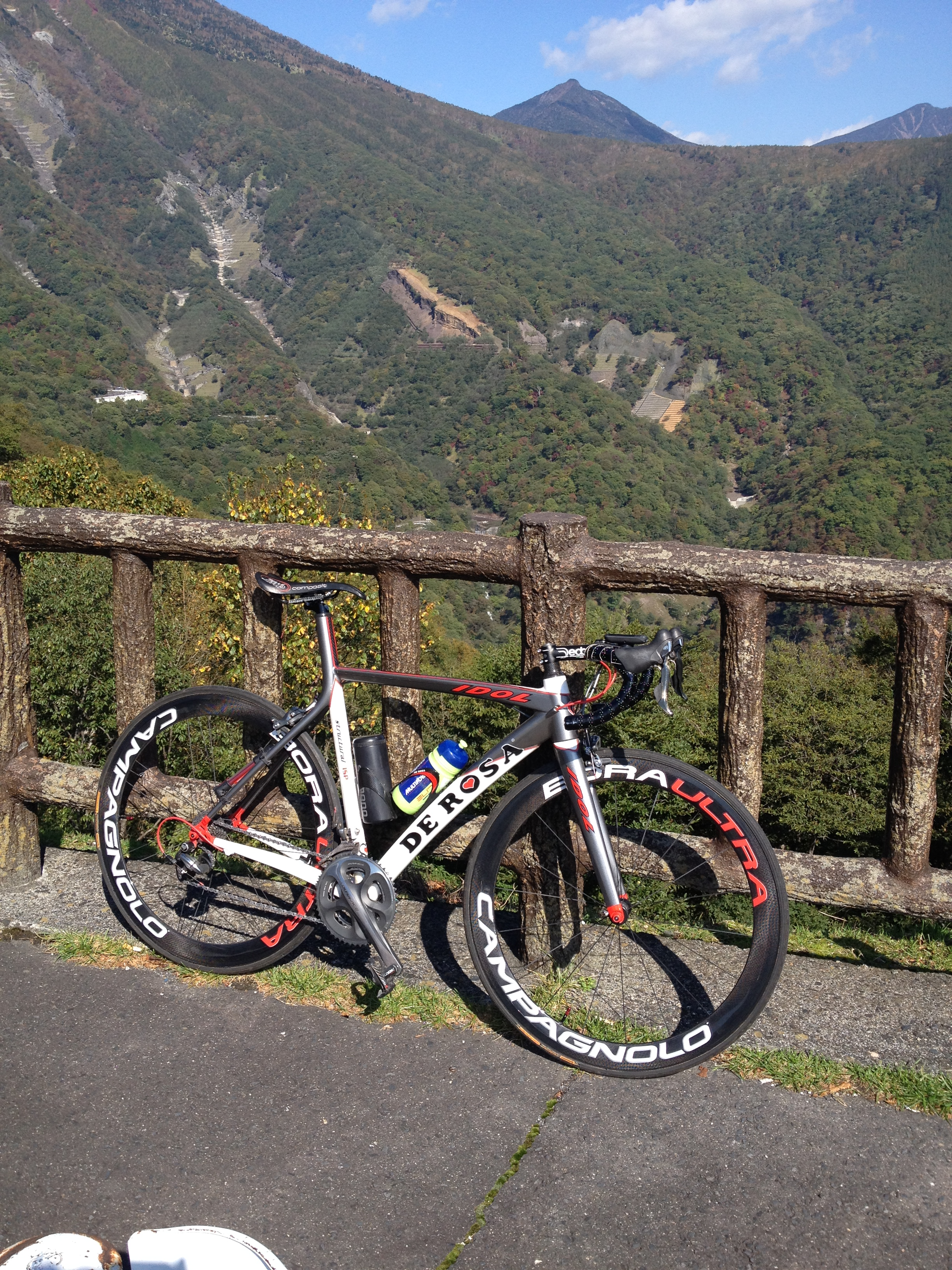
デローザの人気モデルIDOL

ウーゴ・デ・ローザ・エ・フィーリ (伊: Ugo De Rosa & Figli )は、イタリアの自転車会社である。主として、ロードバイクの製造を行う。通称、デローザ。
12歳の時から自転車のフレーム作りに携わってきたウーゴ・デローザが1953年、18歳の時に独立して自らの名前を冠した自転車メーカーを興した。それが現在のデローザの始まりである。生涯現役というウーゴ・デローザだが、今のデローザは実質的には息子であるクリスティアーノ・デローザが経営を行っている。
現役時代のエディ・メルクスはコルナゴと深い関係にあったが途中から仲違いし、デローザとの結びつきを深めるにいたった。そのため自らの名を冠したブランドを立ち上げる際にデローザからアドバイスを受けたため草創期は深い影響を受けていた。